# Ninomysł
Ninomysł – staropolskie imię męskie, złożone z członów Nino- ("nowy, młody") oraz -mysł (myśleć).
Ninomysł imieniny obchodzi 27 stycznia i 7 grudnia.